# Weigel Motors

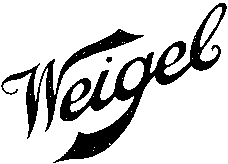

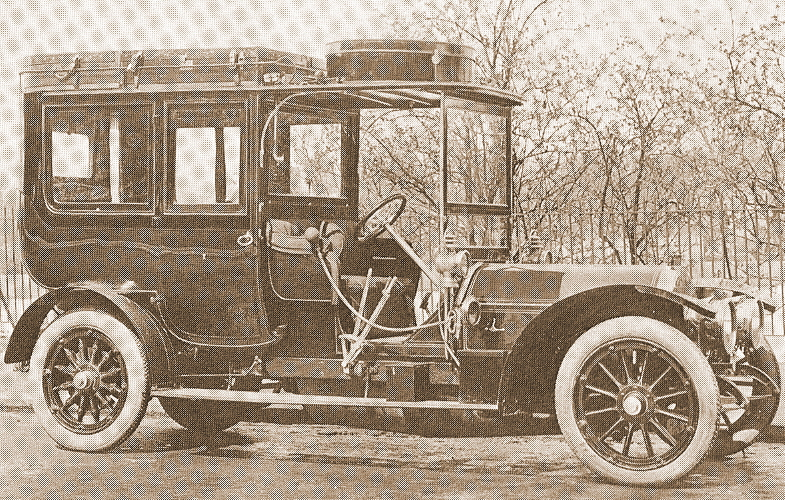
Weigel (1908)

Die Weigel Motors Ltd. war ein britischer Automobilhersteller, der 1907–1910 in der Coswell Road in London ansässig war. Gründer war D. M. Weigel, eine schillernde Persönlichkeit in der frühen britischen Automobilindustrie.
In nur vier Fertigungsjahren entstanden vier verschiedene Modelle der Oberklasse. Die riesigen Wagen waren mit Motoren bis zu 11,2 l Hubraum ausgestattet, entstanden aber nur in geringer Zahl.
Neben den Serienmodellen gab es etliche Rennwagen, die als Einzelstücke gefertigt wurden und nie nennenswerte Rennerfolge erzielten. Mindestens einer davon, gebaut 1907, gehört zu den frühesten Automobilen mit Reihen-Achtzylindermotor.

## Modelle
| Modell | Bauzeitraum | Zylinder | Hubraum   | Radstand |
| ------ | ----------- | -------- | --------- | -------- |
| 40 hp  | 1907–1910   | 4 Reihe  | 7432 cm³  | 3023 mm  |
| 25 hp  | 1908–1910   | 4 Reihe  | 4562 cm³  | 2896 mm  |
| 60 hp  | 1909        | 6 Reihe  | 11153 cm³ | 3658 mm  |
| 20 hp  | 1910        | 4 Reihe  | 2851 cm³  | 2819 mm  |